# Prítanis

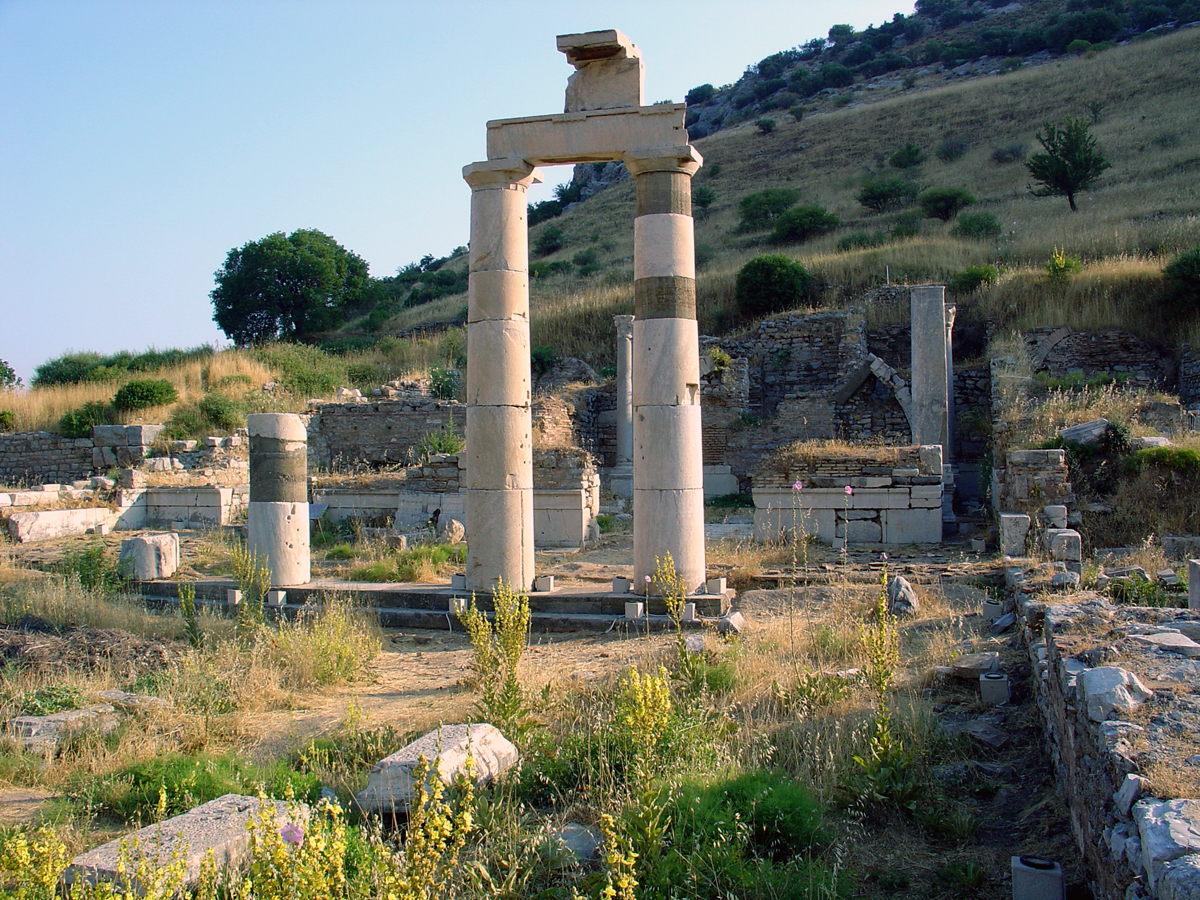
Ruïnes del pritaneu (seu dels prítanis) a Efes.

Els prítanis (grec antic: πρύτανις, prýtanis; plural πρυτάνεις) eren el poder executiu a la bulé de l'antiga Atenes. El terme (com el de basileu o el de tirà) és probablement d'origen pre-grec (possiblement cognat a l'etrusc (e)pruni).
Antigament van existir prítanis equivalents a magistrats suprems, a diversos estats grecs com Corcira, Corint, Milet i altres. A Rodes existien prítanis al segle i aC. A Atenes els prítanis eren una magistratura secundària (després de l'arcont) amb funcions judicials, que jutjaven a l'edifici del Pritaneu; aquesta cort va perdre amb el temps la seva importància especialment quan es va crear la cort de l'Helea, i fou inclosa dins la cort dels efets. Les lleis de Soló es van gravar en tauletes dipositades al Pritaneu. El lloc d'aquest fou canviat a un punt més baix en temps de Pèricles.